# Franz Ludwig Zahn
Franz Ludwig Zahn, född den 6 oktober 1798 i Wasserthalleben, Kyffhäuserkreis, död den 20 mars 1890 i Moers, var en tysk pedagog. Han var far till Johannes, Theodor och Franz Michael Zahn.
Zahn studerade 1817-1820 rättsvetenskap vid universitetet i Jena och 1822-1824 teologi vid universitetet i Berlin. År 1825 blev han lärare vid lärarseminariet  i Weißenfels under Wilhelm Harnisch. Därifrån kallades han 1827 som direktor till det Fletcherska lärarseminariet i Dresden. Han lämnade detta 1832 för att efterträda Adolf Diesterweg i Moers. År 1857 drog han sig tillbaka från sin tjänst.